# Pokémon Rubis et Saphir
Pokémon version rubis et Pokémon version saphir, couramment appelés Pokémon Rubis et Pokémon Saphir (ポケットモンスター ルビー・サファイア, Poketto Monsutā Rubī - Safaia), sont deux éditions du jeu vidéo de rôle de la série Pokémon développées par Game Freak et éditées par Nintendo. Elles sont sorties au Japon en 2002, en Amérique du Nord, en Australie et en Europe en 2003 sur la Game Boy Advance. Une version remaniée du jeu sort 2 ans plus tard, appelé Pokémon version émeraude (ポケットモンスター　エメラルド, Poketto Monsutā Emerarudo). Ces trois jeux forment, avec Pokémon Rouge Feu et Vert Feuille, la troisième génération de la série vidéoludique Pokémon, également connue sous le nom de « génération Advance ». Deux remakes de ces versions, titrés Pokémon Rubis Oméga et Saphir Alpha, sortent sur Nintendo 3DS le 21 novembre 2014, exactement 12 ans après la date de sortie de Pokémon Rubis et Saphir, à l'exception de l'Europe, où la sortie se fait le 28 novembre 2014.
Le système de jeu reste semblable par rapport aux jeux précédents. Le joueur contrôle le personnage principal d'une vue aérienne, les contrôles sont en grande partie les mêmes que dans les jeux précédents. Comme dans les jeux précédents, les principaux objectifs capturer, d'entraîner et de faire combattre des créatures fictives appelées « Pokémon » afin d'obtenir le titre de « Maître Pokémon ». Comme ses prédécesseurs, le jeu propose de lutter contre une organisation criminelle qui veut prendre le pouvoir sur la région. Pokémon Rubis et Saphir présentent tout de même leur lot de nouveautés, comme les combats en double ou de nouvelles capacités. Étant donné que la Game Boy Advance est plus puissante que la Game Boy et la Game Boy Color, quatre joueurs peuvent être connectés ensemble, au lieu de deux auparavant. De plus, les jeux peuvent être reliés à un e-Reader ou à d'autres jeux Pokémon de la génération Advance.
Pokémon Rubis et Saphir ont surtout reçu des critiques positives, bien que les tests aient été divisés à propos de l'évaluation des jeux, en particulier sur le système de jeu et les graphismes. La plupart des critiques négatives soulignent que le système de jeu a peu évolué depuis les générations précédentes. En raison du déclin de la popularité de Pokémon chez la première génération de fan et de la concurrence de Yu-Gi-Oh! à l'époque, les jeux se sont moins vendus que leurs prédécesseurs. Cependant, ils demeurent quand même des succès commerciaux, avec environ 16 millions d'exemplaires vendus et sont même la meilleure vente de jeux sur Game Boy Advance.

## Synopsis

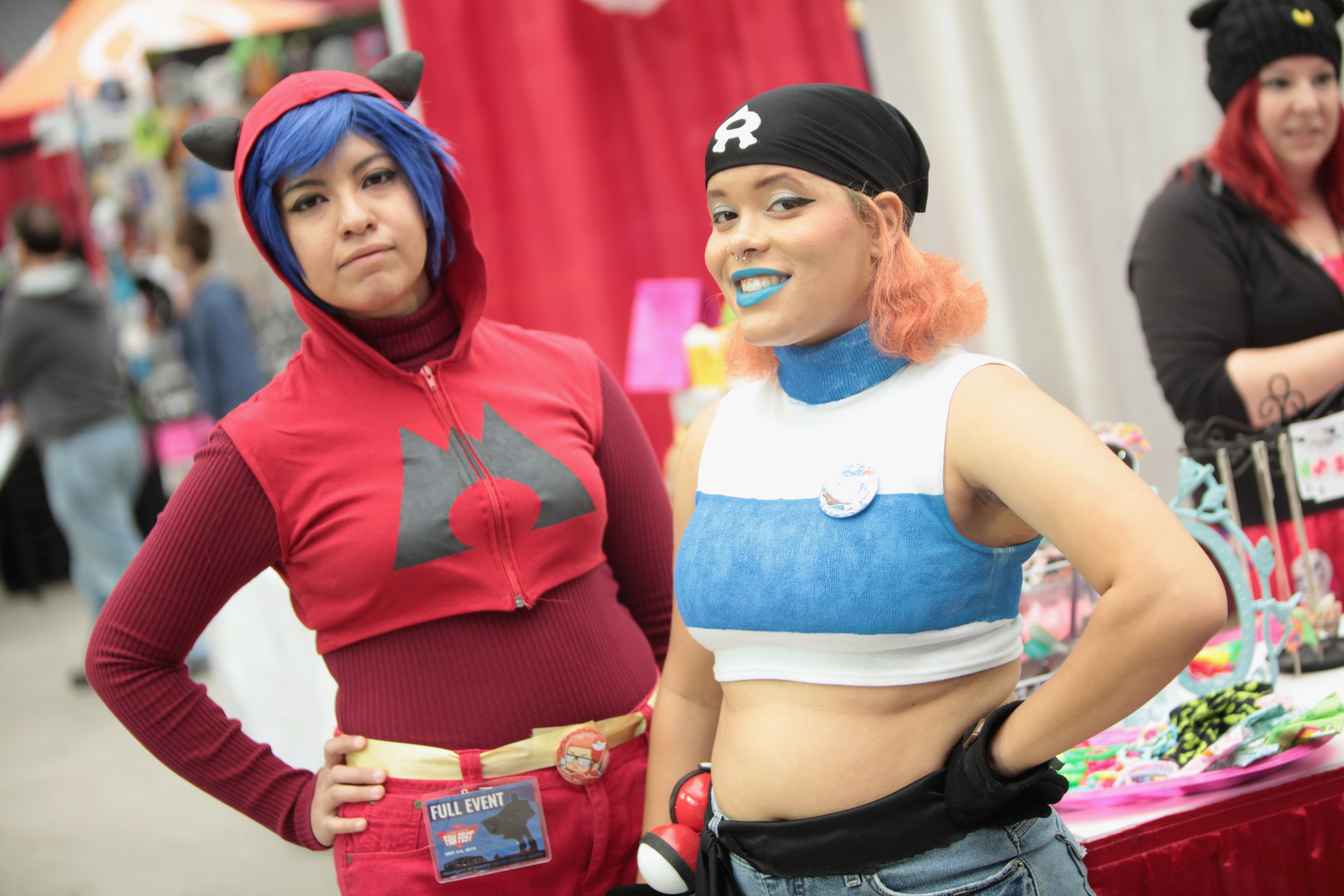
Cosplay de la Team Magma et Team Aqua, organisations criminelle des jeux.

L'action de Pokémon Rubis et Saphir se déroule dans la région fictive de Hoenn. Insulaire, elle est constituée de six villes et neuf villages peuplés par des humains et de routes terrestres, maritimes et sous-marines qui les relient entre elles. Chaque zone géographique de la région est habitée par différentes espèces de créatures appelées Pokémon.
Le protagoniste de Pokémon Rubis et Saphir est un jeune garçon appelé Ruby ou Brice ou une jeune fille nommée Saphire ou Flora qui vient d'emménager à Bourg-en-Vol (Littleroot Town). Le père du héros ou de l'héroïne est champion d'arène. Au début du jeu, il ou elle va aider le professeur Seko (Birch) attaqué par une espèce de Pokémon. Le professeur demande au protagoniste de lui venir en aide en choisissant un Pokémon parmi les trois proposés : Arcko, Poussifeu et Gobou (Treecko, Torchic et Mudkip). Afin de le remercier, le professeur donnera au joueur le Pokémon choisi comme « Pokémon de départ ». Après avoir traversé la première ville, le rival défie le joueur dans un combat où s'affrontent leurs deux Pokémon de départ ; il continuera de combattre le héros tout au long de son aventure.
Le joueur entame alors une quête à travers Hoenn, capturant les Pokémon sauvages, les entraînant et combattant avec ceux des autres dresseurs Pokémon, avec pour but de d'obtenir le titre de « Maître Pokémon », comme pour les opus précédents. Pour cela, il rencontrera dans certaines villes des établissements spéciaux appelées « arènes », à l'intérieur desquelles demeure un champion que le joueur devra battre dans un combat Pokémon pour obtenir un badge. Une fois les huit badges acquis, le joueur sera autorisé à combattre la Ligue Pokémon, qui se compose des meilleurs dresseurs de Pokémon de la région. Le héros devra défaire les quatre membres de la Ligue et le maître ultime afin de devenir Maître Pokémon.
Au cours de l'aventure, le joueur rencontrera plusieurs fois deux organisations criminelles : la Team Magma et la Team Aqua. La Team Magma souhaite contrôler Groudon, afin d'agrandir les terres et la Team Aqua souhaite contrôler Kyogre, afin d'étendre les mers. Dans Pokémon Rubis, la Team Magma est l'adversaire du joueur, dans Pokémon Saphir, il s'agit de la Team Aqua. L'autre organisation est alliée.

## Système de jeu

### En solo
Les mécanismes de base de Pokémon Rubis et Saphir sont largement les mêmes que ceux de leurs prédécesseurs. Comme pour tous les jeux Pokémon, le jeu est à la troisième personne et est partagé entre trois écrans principaux, un secteur de la carte, dans lequel le joueur contrôle son personnage principal, un écran de combat et un menu. Le joueur débute la partie avec un Pokémon et peut en capturer plus à l'aide de Poké Balls. Il peut également utiliser ses Pokémon pour en combattre d'autres. Lorsque le joueur rencontre un Pokémon sauvage ou qu'il est défié par un autre dresseur, l'écran passe à une scène de combat au tour par tour. Au cours du combat, le joueur peut combattre, utiliser un objet, changer son Pokémon actif, ou fuir (cette dernière option n'est pas disponible lors d'un combat avec un dresseur). Tous les Pokémon ont des points de vie (PV) et quand les PVs d'un Pokémon sont réduits à zéro, celui-ci est KO et ne peut plus combattre, à moins d'être soigné. Si le joueur bat le Pokémon adverse, son Pokémon reçoit des points d'expérience. Après l'accumulation de suffisamment de points d'expérience, il peut augmenter d'un niveau. De plus, certains Pokémon évoluent lorsqu'ils atteignent un certain niveau.
En dehors des combats, la capture des Pokémon est le point le plus important du gameplay de Pokémon. Au cours du combat avec un Pokémon sauvage, le joueur peut lancer une Poké Ball (les Pokémon des autres dresseurs ne peuvent pas être capturés). En cas de succès, le Pokémon sera soit ajouté à l'équipe Pokémon du dresseur, soit stocké dans le PC si le joueur a déjà six Pokémon sur lui. Comme facteurs modifiant le pourcentage de chance d'une capture, on peut citer les PVs de la cible qui doivent être faibles, la puissance du Pokémon adverse, qui doit être la plus faible possible et la force de la Poké ball, qui doit être la plus haute possible.

### Connectivité

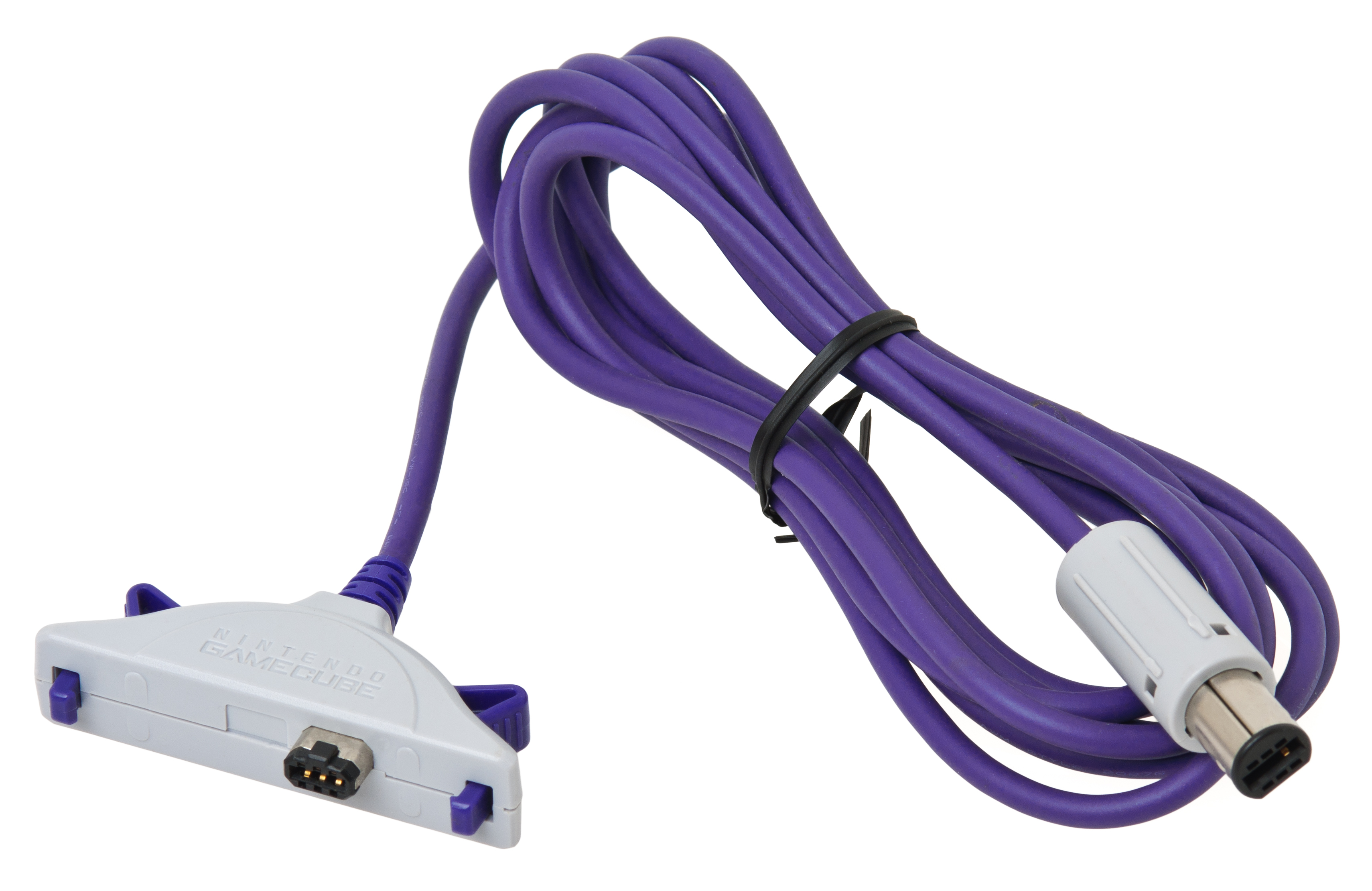
Un câble Nintendo GameCube Game Boy Advance.

Les jeux Pokémon Rubis et Saphir permettent aux joueurs d'échanger des Pokémon entre deux cartouches de jeu par l'intermédiaire d'un câble GameBoy Advance Game link connectant les deux Game Boy Advance. Cette méthode d'échange est nécessaire afin de compléter le Pokédex : en effet chacune des deux versions comporte des Pokémon exclusifs rendant nécessaire un échange pour les obtenir sur l'autre jeu. De plus, quatre Pokémon nécessitent un échange pour évoluer, et certains Pokémon sont choisis par le joueur au détriment d'autres, rendant nécessaire d'importer d'une autre version ceux qui n'ont pas été choisis. Le câble GameBoy Advance Game link permet également de combattre avec sa propre équipe de Pokémon et celle d'un ami le duo d'équipes de deux autres joueurs, ouvrant les possibilités de combat Pokémon au-delà des seuls dresseurs non-joueurs.
Il est aussi possible d'envoyer les Pokémon capturés des versions Rubis et Saphir vers Pokémon Diamant, Perle, Platine, Pokémon Or HeartGold et Argent SoulSilver via le Parc des Amis (disponible après avoir obtenu le Pokédex national).
Cette solution peut se faire seulement en plaçant le jeu Rubis ou Saphir dans le slot GBA de la DS. Ainsi, il n'est pas possible de faire cette solution avec les DS qui n'ont pas de port pour mettre les jeux GBA (comme la DSi ou la DSi XL).
Grâce au câble Nintendo GameCube Game Boy Advance, les Pokémon de Pokémon Rubis et Saphir peuvent être stocké dans Pokémon Box,.

### Nouveautés
La nouveauté la plus importante des mécanismes de combat est l'introduction des combats en double, dans lequel chaque camp utilise deux Pokémon en même temps. Ainsi, certaines attaques de Pokémon peuvent affecter plusieurs combattants à la fois. Pokémon Rubis et Saphir apportent également d'autres nouveautés, comme les capacités spéciales et les natures des Pokémon. Les capacités spéciales donnent à leur détenteur certains pouvoirs au combat, comme l'immunité contre certaines types d'attaques ou la résistance accrue à certains types. Les natures, tout comme les capacités spéciales, ont une incidence sur la puissance des Pokémon au combat, mais leur influence vise les statistiques du Pokémon plutôt que de viser directement la puissance des attaques. Les concours Pokémon sont une autre nouveauté des deux versions, où différents Pokémon s'affrontent devant un juge, ne suivant pas le même modèle d'affrontement qu'au cours du jeu.
Tout comme Pokémon Or, Argent et Cristal, Rubis et Saphir prennent en compte le temps réel, qui influe sur des événements tels que les marées ou les baies. Cependant, contrairement à leurs prédécesseurs, Rubis et Saphir ne font pas de distinction entre le jour et la nuit. Aussi, en raison de différences des spécifications techniques des câbles Link Game Boy et Game Boy Advance, Rubis et Saphir ne peuvent pas être reliés à des jeux Pokémon des générations précédentes.
- Les graphismes sont nettement améliorés depuis les jeux précédents.
- Il peut y avoir des combats à deux contre deux : certains dresseurs envoient deux Pokémon au lieu d'un seul, ce qui change souvent la tactique employée.
- 202 Pokémon sont présents dans le jeu (en fait, 200 sont capturables), dont 135 nouveaux, augmentant ainsi le nombre total de Pokémon à 386.
- Un certain nombre de nouvelles attaques ont été créées. La liste des CT a été modifiée, et il existe deux CS de plus : Éclate-Roc et Plongée.
- Les Pokémon ont une capacité spéciale. Il en existe beaucoup et sont variées : certaines ont un effet en combat, d'autres hors combat, et certaines sont spécialement prévues pour pimenter les combats deux contre deux.
- Les Pokémon ont également une « nature » (timide, malin, hardi, etc.), qui influence leurs statistiques ainsi que les pokéblocs qu'ils peuvent prendre.
- Il y a des concours Pokémon qui permettent de tester certaines de leurs caractéristiques (intelligence, force, etc) indépendantes de leurs statistiques de combat.
- Le principe des baies de Pokémon Or et Argent a été amélioré : il existe une cinquantaine de baies, dont certaines s'obtiennent très difficilement. La plupart ont un effet en combat, d'autres changent les caractéristiques des Pokémon pour les concours. On peut les planter pour en obtenir de nouvelles.
- La bicyclette a deux modes de déplacements : le mode course pour aller plus vite et le mode cross pour faire des figures.
- Le PokéNav est le nouvel outil de navigation, dans lequel le joueur peut voir une carte de la région ainsi que les dresseurs qu'il peut combattre.

## Développement

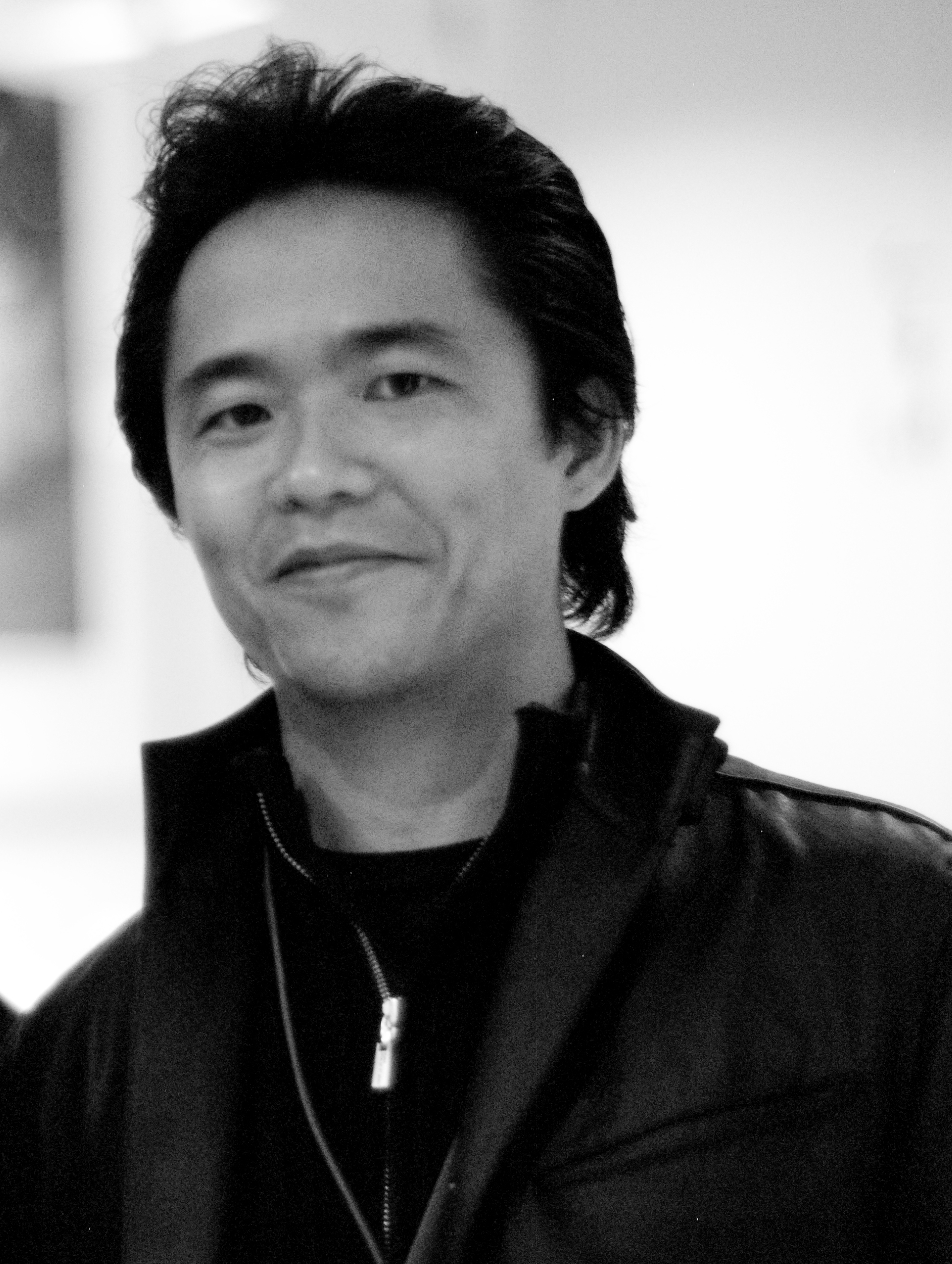
Junichi Masuda dirige la création du jeu.

La région fictive d'Hoenn est inspirée de l'île japonaise Kyūshū. Pour Junichi Masuda, c'est un clin d'œil à ses grands-parents, car c'est là qu'ils habitaient.
Les jeux ont pour mascotte Kyogre et Groudon. Depuis le début de la série de jeux vidéo Pokémon, ce sont les deux premiers jeux sur console portable à ne pas comporter la phrase exclamative : « Attrapez-les tous ! ».
Les jeux sont sortis au Japon le 21 novembre 2002, aux États-Unis, le 19 mars 2003, en Australie le 3 avril 2003 et en Europe le 25 juillet 2003.

## Accueil
GameRankings calcule une moyenne de 84 %,. Le magazine japonais Famitsu note le jeu à 34/40. Jeuxvideo.com note le jeu à 16/20. Gamekult note le jeu avec un « très bon » 8/10. GameSpot donne 0,1 point de plus par rapport à Gamekult. Contrairement aux deux premières générations, IGN baisse sa note et attribue un 9,5/10.
Avec 16,22 millions d'exemplaires vendus, Pokémon Rubis et Saphir sont les meilleures ventes de jeux sur Game Boy Advance. Aux États-Unis, les deux jeux sont les deuxième et troisième meilleures ventes de l'année 2003, derrière Madden NFL 2004 sur PlayStation 2.

## Pokémon Émeraude
À l'instar de Pokémon Jaune et Pokémon Cristal, Pokémon Rubis et Saphir a connu une troisième version sortie en 2004, intitulée Pokémon Émeraude.

## Postérité
Un jeu spin-off, Pokémon Pinball : Rubis et Saphir, est sorti sur le même modèle de Pokémon Pinball en reprenant tous les Pokémon de Rubis et Saphir, même ceux uniquement attrapable grâce à un événement spécial. La série animée Pokémon se poursuit avec un nouveau cycle, avec Sacha et Pikachu, même s'ils étaient plutôt les héros du cycle précédent.
Au Japon, pour les dix ans de Rubis et de Saphir, les joueurs pouvaient télécharger gratuitement Kyogre et Groudon sur leurs jeux Pokémon Noir 2 et Blanc 2.
En 2014, une réédition sur Nintendo 3ds est sortie : Pokémon Rubis Oméga et Saphir Alpha avec des graphismes nettement améliorés par rapport à la version d'origine en conservant cependant le même plan sur le scénario.